# Mukhisa Kituyi
Mukhisa Kituyi, né en 1956 au Kenya, est devenu secrétaire général de la Conférence des Nations unies sur le commerce et le développement (CNUCED) le 1er septembre 2013. Auparavant, il était directeur de l'Institut de gouvernance du Kenya, basé à Nairobi. Il a été ministre du Commerce et de l'Industrie du Kenya de 2002 à 2007.